# Zeiss Jena Theo 010

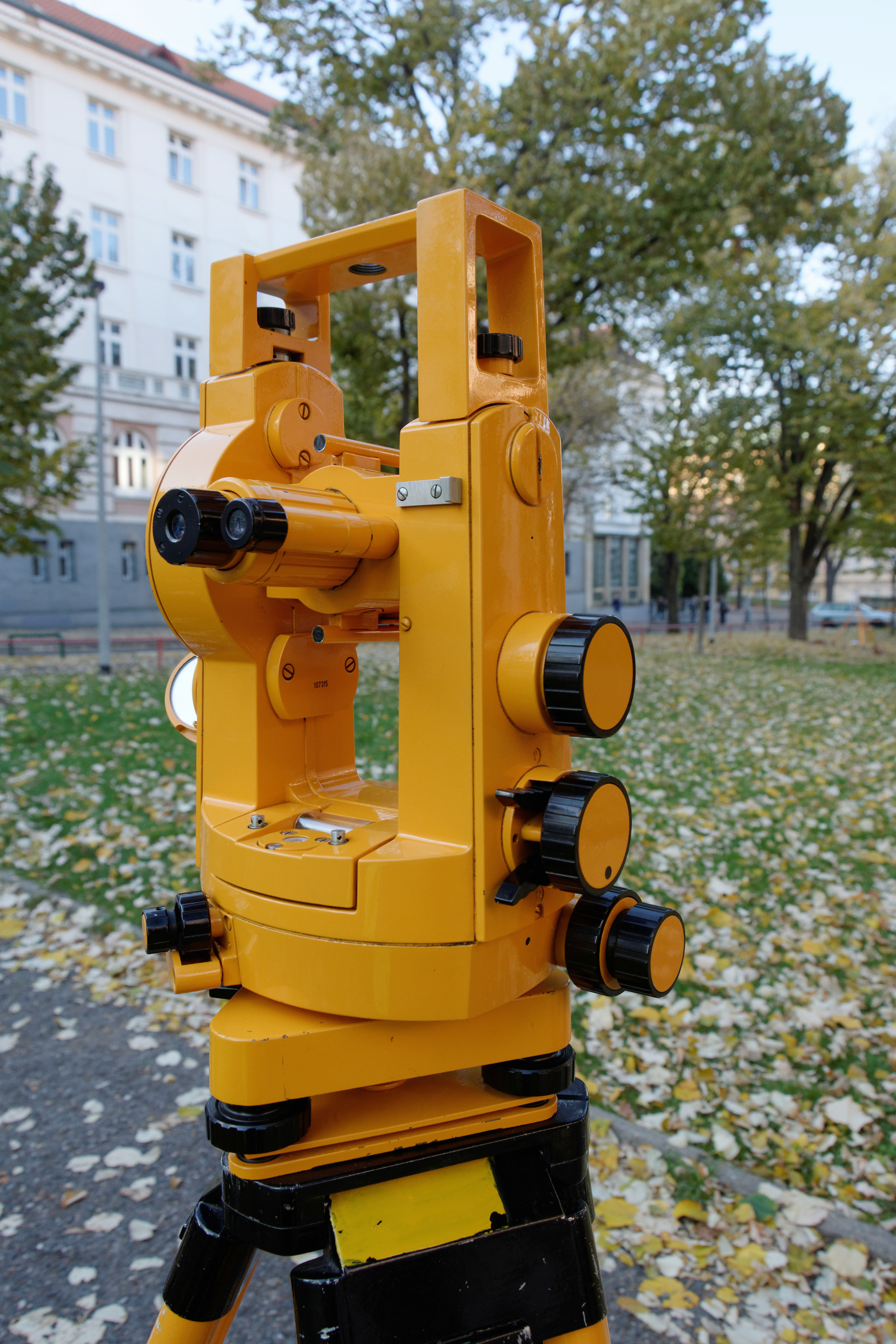
Teodolit Zeiss THEO 010 B

Zeiss Jena Theo 010 je vteřinový teodolit firmy VEB Carl Zeiss Jena, vyráběný od roku 1955 do začátku devadesátých let 20. století. Byl používán pro práce v nižších řádech trigonometrické sítě, v inženýrské geodézii, při paralaktickém měření vzdáleností a za použití doplňkového příslušenství i pro práce geodeticko-astronomické. Konstrukčně se jednalo o teodolit se skleněnými kruhy, jednoosý s limbem na postrk. Jako odečítací pomůcka byl použit koincidenční optický mikrometr. Teodolit využíval trojpodstavcovou soupravu systému Zeiss Jena.

## Historie

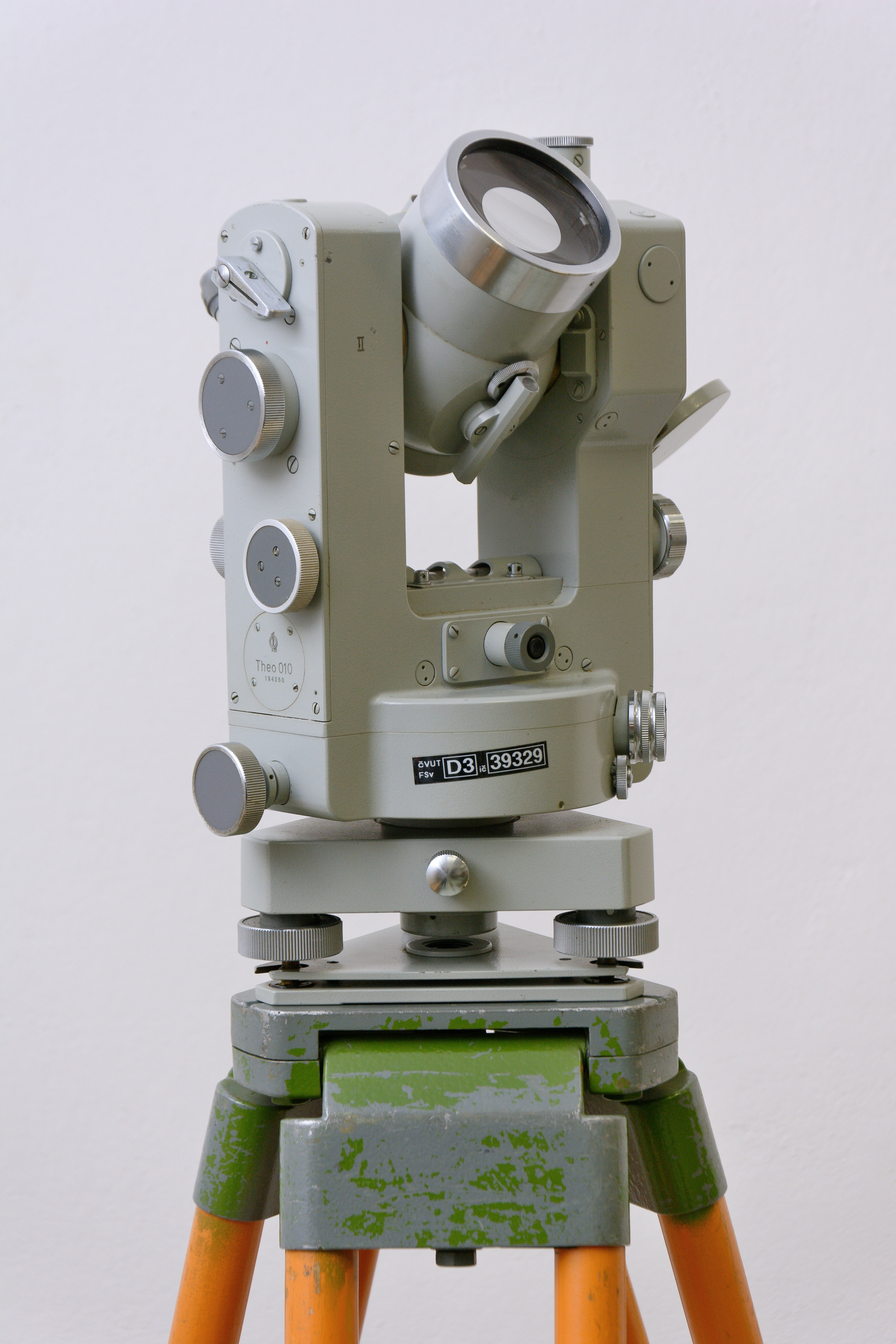
Zeiss Theo 010 s čočkozrcadlovým dalekohledem.

Od roku 1955 byl vyráběn tento vteřinový teodolit, vybavený čočkozrcadlovým dalekohledem (zvětšení 30×). Byl vybaven indexovou libelou. Vyráběl se v tmavě zelené a později v šedé barvě.
V roce 1971 byl uveden na trh nový model THEO 010A s čočkovým dalekohledem se třicetinásobným zvětšením. Dalším vylepšením byl automatický kompenzátor namísto indexové libely. Nový design teodolitů Zeiss byl v šedé barvě. Teodolity řady A a B měly změněnou konstrukci ustanovek, hrubé ustanovky byly pákové nad sebou, jemné ustanovky byly souosé.
Od roku 1981 byla vyráběna nová řada teodolitů s označením B v oranžové barvě. V této řadě se nacházel i nový vteřinový teodolit THEO 010B. Vyráběl se až do začátku 90. let 20. století.

## Použití

### Geodeticko - astronomické měření
Teodolit bylo možno použít pro geodeticko - astronomická měření. K tomuto účelu bylo k dispozici další příslušenství, jako sázecí libela pro přesné urovnání točné osy dalekohledu, sluneční filtry a sluneční klín pro měření na slunce, apod.

### Práce v trigonometrické síti
Teodolit byl používán pro měření vodorovných úhlů a zenitových vzdáleností při pracích v nižších řádech trigonometrické sítě a při určování souřadnic a výšek zhušťovacích bodů.

### Inženýrská geodézie
Teodolit se používal pro přesné práce v inženýrské geodézii.
- přesné vytyčovací práce
- paralaktické měření vzdáleností (trojpodstavcová souprava, základnová lať Zeiss BaLa)
- měření deformací jeřábových drah